# ASC Saloum
El Association Sportive et Culturelle Saloum es un equipo de fútbol de Senegal que juega en la Tercera División de Senegal, la tercera liga de fútbol más importante del país.

## Historia
Fue fundado en el año 1996 en la ciudad de Kaolack a raíz de la fusión de los equipos AS Kaolack y ASC Mbossé Kaolack.
Nunca ha sido campeón de liga, lo más cerca que ha estado es en el año 2007, en el que fue subcampeón y clasificó a su única competición internacional. Descendió de categoría 3 años después.

## Palmarés
- Liga senegalesa de fútbol: 0
  - Subcampeón: 1

2007

## Participación en competiciones de la CAF
| Temporada | Torneo                      | Ronda      | Club          | Casa | Visita | Global |
| --------- | --------------------------- | ---------- | ------------- | ---- | ------ | ------ |
| 2008      | Liga de Campeones de la CAF | Preliminar | Club Africain | 0-1  | 1-2    | 1-3    |

## Jugadores

### Jugadores destacados
- Papy Mison Djilobodji
- Sergine Ibrahima Moreau